# El Príncipe Gitano
Enrique Castellón Vargas, más conocido por su nombre artístico El Príncipe Gitano (Valencia, 7 de abril de 1928-Mandayona, 22 de abril de 2020), fue un actor, cantante de flamenco y bailarín español. Fue conocido por interpretar «Obí, obá» y una versión de «In the Ghetto» de Elvis Presley.

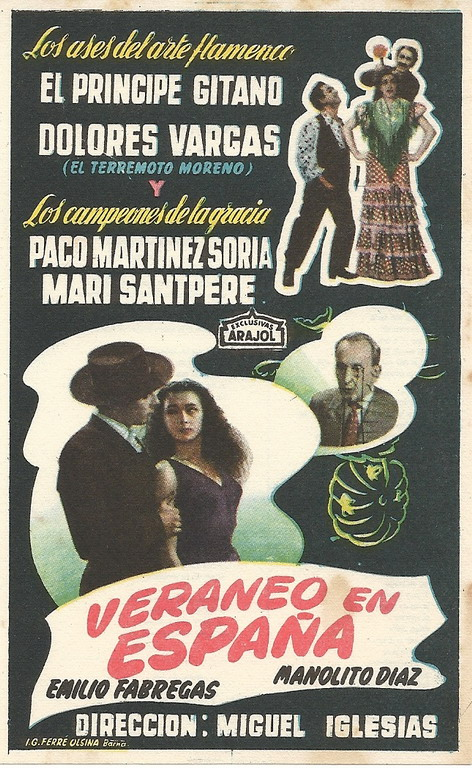
'Veraneo en España (1956)

## Biografía
Era hermano de la cantante de flamenco y rumba catalana Dolores Vargas, conocida artísticamente como Dolores Vargas "La Terremoto" (1936-2016).
Otro de sus hermanos es el guitarrista Juan José Castellón Vargas, "El Noy". Fue primo hermano del guitarrista Sabicas.
Nacido en Ruzafa (Valencia), se crio en el seno de una familia gitana catalana del barrio de La Bordeta, dedicada a la venta ambulante y a los tratos de ganado e hizo carrera artística en Madrid tras recorrer media España junto a ellos, practicando el cante flamenco y estilos diversos como la zambra y la rumba. Primo hermano de Sabicas, entre sus seis hermanos se cuentan además el guitarrista Juan José Castellón Vargas y, sobre todo, Dolores Vargas ‘La Terremoto’, a quien acompañó en sus primeras canciones, como Penas de la gorriona o Málaga bella.
A los 14 años debutó en el Teatro Calderón de Madrid en el mismo espectáculo que Lola Flores y muy poco después formó su primer espectáculo, “Pinceladas”, llegando a convertirse en una gran figura de la canción española en los años 50, pese a que su pasión real era el toreo, con el que no consiguió la misma repercusión.
Con decenas de espectáculos que recorrieron varios países a su espalda, su compañía sirvió además de plataforma de despegue para muchas otras figuras, como Rocío Jurado, Carmen Sevilla o Manolo Escobar. Se cuenta que fue precisamente en uno de esos espectáculos cuando Escobar escuchó de su boca por primera vez interpretar "El porompompero" y que, con su aquiescencia, lo terminaría incorporando a su propio repertorio.
Una situación similar se repitió años después con “Tengo miedo”, que terminó popularizando “la más grande”, y de nuevo con "Obí, Obá, cada día te quiero más", que obtuvo mayor repercusión en la versión que estrenaron Gipsy Kings a finales de los años 80. Entre los temas que sí trascendieron con su voz se encuentran "¡Ay, mi Dolores!", "Tani" o "Cariño de Legionario" y versiones de "Delilah" y "Obladí Obladá".
Como actor destacó con papeles como el de Brindis al cielo (1954), su primer gran rol protagonista, en una breve carrera que llegó hasta el filme Españolear (1969) y en la que sus personajes a menudo se presentaban como El Príncipe Gitano.
Sobre ese apodo artístico, él mismo relató que lo acompañaba desde niño. Rubio y de ojos verdes, ataviado habitualmente con una gorra y una capa de marinero, alguien confundió con una criada a su madre durante un paseo juntos en el que tuvo un percance con un tranvía. “Señora, pues tiene usted un principito”, cuenta que le dijeron a su progenitora tras enmendarse el equívoco.
Murió el 22 de abril de 2020 a causa de la enfermedad COVID-19.

## Filmografía
| Año  | Título                | Papel              | Notas                        |
| ---- | --------------------- | ------------------ | ---------------------------- |
| 1954 | Brindis al cielo      |                    |                              |
| 1956 | Verano en España      | El príncipe gitano | Créditos: El Príncipe Gitano |
| 1956 | Un heredero en apuros | Pepe Hillo         | Créditos: El Príncipe Gitano |
| 1965 | El alma de la copla   | Gabriel            |                              |
| 1967 | El milagro del cante  |                    |                              |
| 1969 | Españolear            |                    | Créditos: El Príncipe Gitano |